# Плысенко, Артём Михайлович
Артём Михайлович Плысенко (1898 — 22 апреля 1945) — сапёр 51-го гвардейского отдельного сапёрного батальона 13-го гвардейского стрелкового корпуса 2-й гвардейской армии 1-го Прибалтийского фронта, гвардии красноармеец. Герой Советского Союза.

## Биография
Родился в 1898 году в селе Нескучное (с 2020 года — в составе Волновахского района Донецкой области Украины) в семье крестьянина. Украинец.
Образование начальное.
Служил в царской армии. Участник Первой мировой войны. После Великой Октябрьской революции на стороне большевиков. Участник Гражданской войны. Особенно отличился в боях на Перекопе. Заслужил благодарность лично от командующего М. В. Фрунзе.
После демобилизации вернулся в родное село. В годы коллективизации вступил в колхоз, где и работал до войны.
В Красную Армию призван Великоновоселковским РВК Донецкой области Украинской ССР в октябре 1943 года. Участник Великой Отечественной войны с октября 1943 года. Принимал участие в освобождении Крыма от немецко-фашистских захватчиков.
В битве за Севастополь он проделывал проходы в минных полях для наступавших советских пехотинцев и танкистов, взрывал оборонительные сооружения противника. В одном из листков-«молний», передававшихся в те дни из окопа в окоп, рассказывалось о смелых и самоотверженных действиях рядового Артёма Плысенко. Командование наградило его за отвагу при штурме Перекопа и Севастополя орденами Красного Знамени и Отечественной войны 2-й степени.
После разгрома гитлеровцев в Крыму 51-й отдельный сапёрный батальон, в котором служил А. М. Плысенко, был переброшен в Прибалтику.

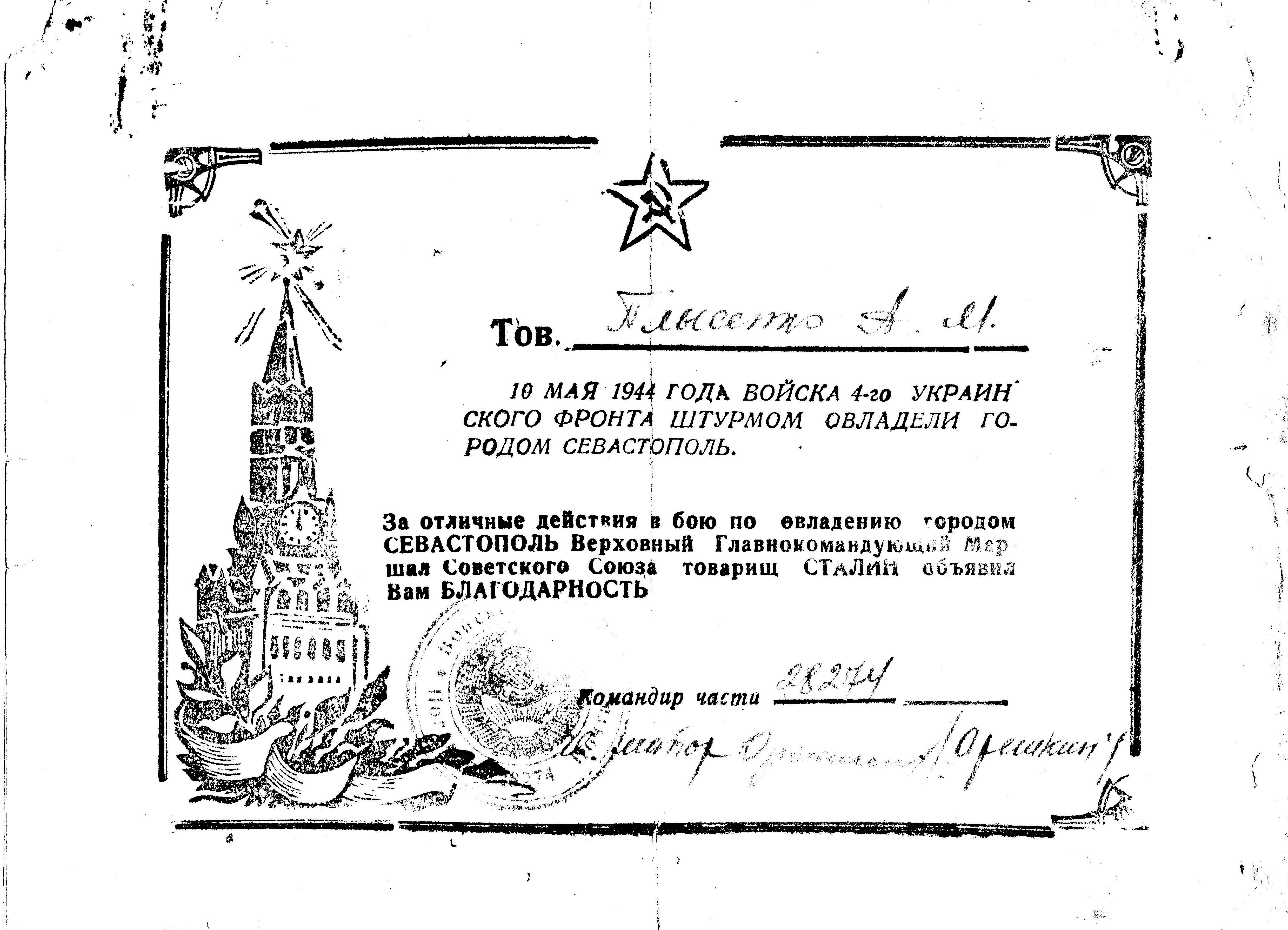
Благодарность за отличные действия в бою за Севастополь (10 мая 1944 г.)

В начале октября 1944 года командование поставило задачу захватить мост через реку Кражанте в районе города Кельме (Литва).
В десантную группу добровольцев вошли пять сапёров, в числе которых был и А. М. Плысенко. Окольными путями два танка с десантниками на броне в ночь на 6 октября вышли к реке. Внезапным ударом охрана моста была уничтожена. А. М. Плысенко обследовал мост, обезвредил вражеские фугасы. Другие десантники в это время заминировали подступы к мосту, окопались сами, укрыли танки в капонирах.

Один из отрядов 13-го гвардейского стрелкового корпуса генерала А. И. Лопатина должен был захватить мост через реку Крожента. 50 стрелков и 6 танков под общим командованием лейтенанта Д. О. Яремчука ночью внезапно ворвались в расположение противника в 800 метрах юго-восточнее города. В ожесточенном бою гвардейцы захватили две противотанковые батареи, прикрывавшие мост.20 автоматчиков на двух танках стремительно прорвались к 100-тонному железобетонному мосту. Завязалась горячая схватка с охраной, в составе которой были и сапёры, подготовившие мост к взрыву. Каждую секунду он мог взлететь на воздух.

Так и случилось бы, не окажись в числе автоматчиков сорокашестилетний участник гражданской войны сапёр Артём Михайлович Плысенко с четырьмя юными товарищами. Пока шел бой с охраной, они рассыпались по мосту с целью обезвреживания взрывчатки. Плысенко удалось буквально на мгновение упредить взврыв, а в это время два танка под командованием лейтенанта В. В. Князева, проскочив мост, врезались в ночной тьме в колонну артиллерии, спешившую улизнуть в тыл. Они так старательно проутюжили дорогу, что на ней осталось лишь 5 искорёженных тягачей, и 9 пушек, 4 миномёта, 4 зенитные установки и около 50 трупов. Д. О. Яремчук, А. М. Плысенко и В. В. Князев удостоились звания Героя Советского Союза.
— Герой Советского Союза  Маршал Советского Союза   Баграмян И.Х.  Так  шли мы к победе. -  М: Воениздат, 1977.- С.452.
Подготовка к обороне моста не была напрасной. Вскоре на подходе к мосту появилось какое-то подразделение гитлеровцев из числа отступавших. Шквальный огонь десантников заставил их свернуть на просёлочную дорогу. Затем с запада, со стороны города Кельме, появилось два самоходных орудия и до сорока гитлеровцев. Ведя интенсивный огонь по оборонявшим мост, они двинулись в атаку.
Первый натиск противника отбили, но и сами понесли потери. Тяжело ранило командира сапёрного отделения сержанта Бакьянова и командира танкового взвода лейтенанта Байдукова. Заклинило орудие на одном танке. Но десантники не дрогнули. В командование отрядом вступил Артём Плысенко, как самый опытный боец.

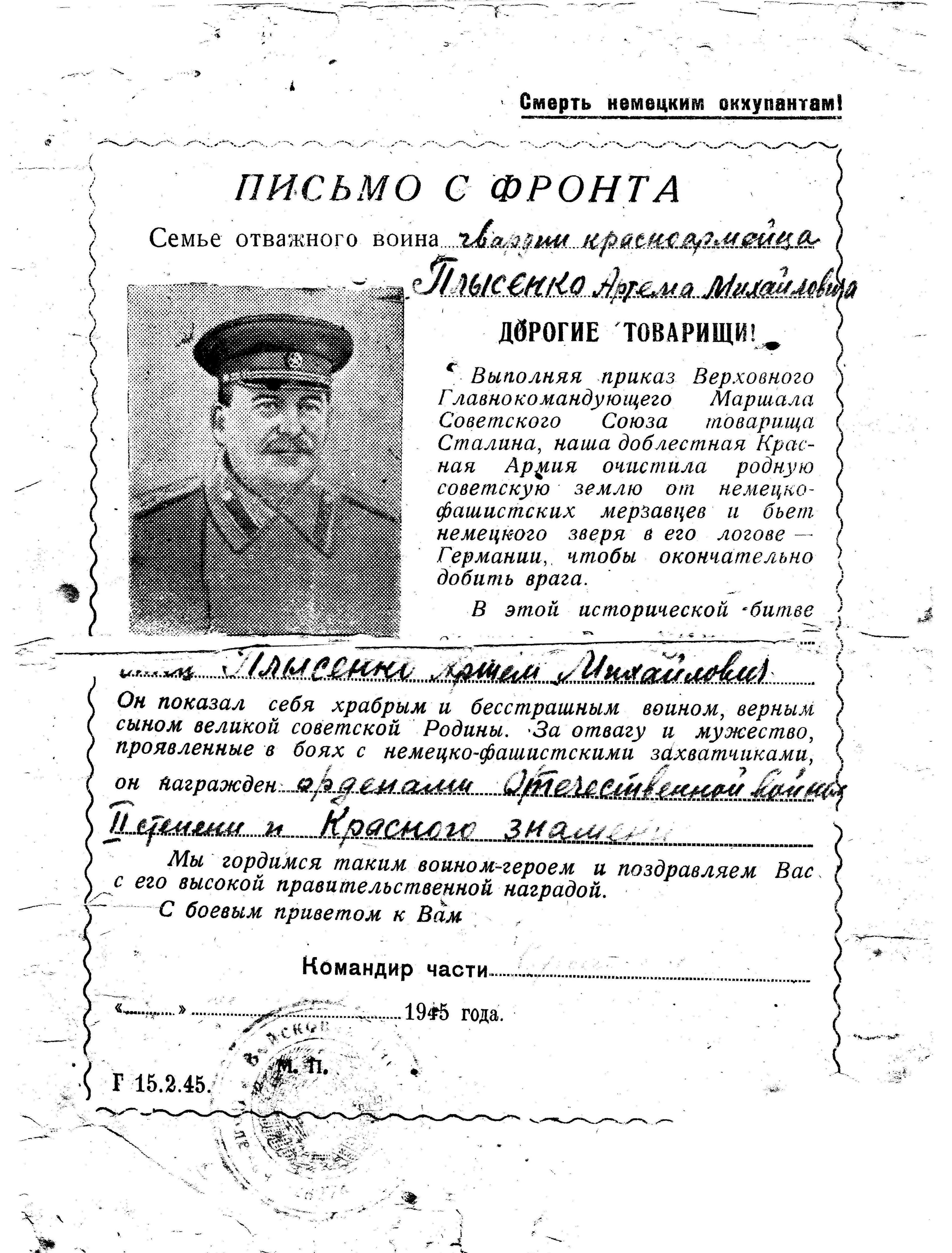
Письмо с фронта адресованное семье Плисенко А. М.

Бой продолжался. Когда смолк наш пулемёт, А. М. Плысенко мгновенно метнулся туда. Увидел, что пулемётчик ранен и лежит без сознания. Бережно уложил товарища на дно окопа, а сам, оттащив пулемёт на новую огневую позицию, ударил меткими очередями по гитлеровцам. Фашисты, поднявшиеся было в атаку, опять залегли.
Одиннадцать раз бросался противник в атаку на защитников моста и каждый раз вынужден был откатываться назад. Шестнадцать долгих часов сражались десять наших десантников во главе с Артёмом Плысенко. Враг так и не смог захватить переправу. Подоспевшие советские войска прошли по мосту, с ходу ворвались в город Кельме.
Под напором советских войск враг отступал с территории Литвы. А. М. Плысенко уже дрался на Кёнигсбергском направлении. Недалеко от Тапиау (ныне город Гвардейск Калининградской области) гитлеровцы пошли в контратаку. Сапёры-гвардейцы прямо под их огнём устанавливали противотанковые мины. Часто им приходилось браться за автоматы. В одной такой яростной схватке с фашистскими пехотинцами Артём Плысенко был смертельно ранен, а через несколько дней — 22 апреля 1945 года скончался в медсанбате.
Похоронен в братской могиле в городе Гвардейск Калининградской области. На могиле установлена мемориальная доска, напоминающая о подвиге А. М. Плысенко.

## Награды
- Указом Президиума Верховного Совета СССР от 24 марта 1945 года за образцовое выполнение боевых заданий командования на фронте борьбы с немецко-фашистскими захватчиками и проявленные при этом мужество и героизм, гвардии рядовому Плысенко Артёму Михайловичу присвоено звание Героя Советского Союза.
- Награждён орденом Ленина, орденом Красного Знамени, орденом Отечественной войны 2-й степени, медалями.

## Память
- Именем Героя Советского Союза А. М. Плысенко названы улицы в городе Гвардейск и в селе Нескучное.
- В городе Гвардейск имя отважного сапёра носили городской Дом пионеров и пионерский отряд школы № 11.